# Kreis Anklam
De Kreis Anklam was een Kreis in de Bezirk Neubrandenburg in de Duitse Democratische Republiek.

## Geschiedenis
In 1952 was er in de DDR omvangrijke bestuurlijke herindeling, waarbij onder andere de deelstaten hun belang verloren en zogenaamde Bezirke werden ingericht. De Kreis Anklam werd in 1952 opgebouwd uit het grootste deel van de toenmalige Landkreis Anklam en het zuidelijke deel van de Landkreis Greifswald. 
De kreis, die sinds 17 mei 1990 als Landkreis Anklam werd aangeduid, werd bij de Duitse hereniging op 3 oktober 1990 ondergebracht in de deelstaat Mecklenburg-Voor-Pommeren. Op 12 juni 1994 werd de landkreis opgeheven en vormde samen met de eveneens opgeheven Landkreisen Greifswald en Wolgast tot de bestuurlijke herindeling van 2011 de nieuwe Landkreis Ostvorpommern.

## Steden en gemeentes
De Landkreis Anklam omvatte op 3 oktober 1990 37 gemeenten, waaronder één stad:
- Anklam, Stadt
- Bargischow
- Blesewitz
- Boldekow
- Bugewitz
- Butzow
- Drewelow
- Ducherow
- Groß Polzin
- Iven
- Japenzin
- Klein Bünzow
- Krien
- Krusenfelde
- Liepen
- Löwitz
- Medow
- Murchin
- Neetzow
- Nerdin
- Neuendorf B
- Neuenkirchen
- Neu Kosenow
- Pelsin
- Postlow
- Putzar
- Rathebur
- Rossin
- Rubkow
- Sarnow
- Schmatzin
- Schwerinsburg
- Spantekow
- Steinmocker
- Stolpe an der Peene
- Ziethen
- Zinzow

Altentreptow · Anklam · Demmin · Malchin · Neubrandenburg-Land · Neubrandenburg (stadskreis vanaf 1969) · Neustrelitz · Pasewalk · Prenzlau · Röbel/Müritz · Strasburg · Templin · Teterow · Ueckermünde · Waren